# Rostres
Pour les articles homonymes, voir Rostre.
Les Rostres (rostra, pluriel du latin rostrum) sont, dans la Rome antique, des tribunes aux harangues qui, depuis 338 avant notre ère, servent aux magistrats et aux orateurs pour s'adresser aux assemblées et à la foule.

## Origine du nom
Le nom de « rostres » dérive des éperons (rostra) des navires de guerre pris à l'ennemi qui décorent la façade de la première tribune, sur le Comitium. Les autres tribunes conservent cette tradition et « rostres » finit par devenir un terme générique désignant les tribunes aux harangues situées sur le Forum Romain.

## Les Rostres du Forum
Plusieurs tribunes décorées d'éperons de bronze de navires vaincus pendant une guerre ont été construites sur le Forum. Sous l'Empire, on en compte trois, baptisées Rostra Tria.
| Vicus · Iugarius Vicus · Tuscus Sacra · Via Rostres Graecostasis Comitium Lacus · Servilius Vélabre Subure Arc de · Fabius Puteal · Libonis Tribunal · Aurelium Basilique · Sempronia Tabularium Temple de · la Concorde Temple de · Castor Fontaine de Juturne Temple de · Vesta Regia Basilique · Fulvia puis Æmilia Sanctuaire de Vénus Cloacina Lacus Curtius Temple de · Saturne Curie · Hostilia Basilique · Porcia Tullianum Senaculum Autel de · Saturne Mundus Volcanal Basilique · Opimia |

| Clivus · Capitolinus Vicus · Tuscus Sacra · Via Vélabre Forums · impériaux Basilique · Julia Temple de · Castor Fontaine de Juturne Temple de · Vesta Regia Basilique · Æmilia Sanctuaire de Vénus Cloacina Lacus Curtius Temple · de César Temple · d'Antonin · et Faustine Arc · d'Auguste Curie · Julia Temple de · Saturne Tabularium Carcer Temple de · la Concorde Temple de · Vespasien Portique des · Dieux · Conseillers Rostres Arc de · Septime Sévère Umbilicus Urbis Rostres · de César Lapis niger Milliaire d'or Arc de · Tibère |

### Les Rostres républicains

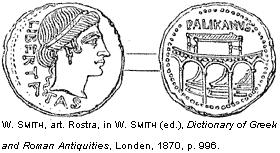
Représentation des Rostres républicains.

La première tribune aux harangues est construite dès le début de la République sur le Comitium, espace à ciel ouvert où se réunissent les instances du pouvoir romain. Cette tribune subit plusieurs restaurations et reconstructions dont une en 338 av. J.-C. durant laquelle sa façade est décorée par le consul Caius Maenius avec les éperons de bronze (rostra) pris aux navires des Volsques dans la ville portuaire d'Antium (Anzo) au cours des guerres latines,.

### Les Rostres du temple des Dioscures
Vers le milieu du IIe siècle av. J.-C., le Comitium est devenu trop exigu pour les grands rassemblements. Les magistrats et orateurs s'installent parfois sur le podium du temple des Dioscures dont ils se servent comme nouvelle tribune,,. Bientôt, l'escalier du temple est aménagé pour établir une plateforme dont la façade est ornée d'éperons de navires.

### Les Rostres de César et d'Auguste

Reconstruction des Rostra Augusti.

En 54 av. J.-C., César entreprend d'importants travaux sur le Forum et détruit une grande partie des édifices du Comitium excepté la Curie qui est reconstruite et les Rostres qui sont déplacés, désignés alors par le nom de Rostra Nova ou Rostra Caesaris. Auguste parachève l’œuvre de César et inaugure les nouveaux Rostres, baptisées Rostra Augusti.

### Les Rostres de César divinisé
Lors de la construction du temple de César, Auguste fait installer une tribune en avant du temple (Rostra ad Divi Iulii), qui fait face aux rostres impériaux de l'autre côté de l'esplanade du Forum. Ces derniers sont parfois désignés par le terme de Rostra Vetera afin de les différencier.